# Система линейных алгебраических уравнений

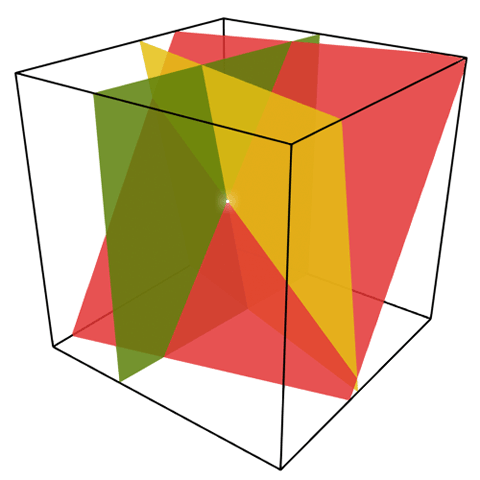
Система линейных уравнений от трёх переменных определяет набор плоскостей. Точка пересечения является решением

Система линейных алгебраических уравнений (линейная система, также употребляются аббревиатуры СЛАУ, СЛУ) — система уравнений, каждое уравнение в которой является линейным — алгебраическим уравнением первой степени.
В классическом варианте коэффициенты при переменных, свободные члены и неизвестные считаются вещественными числами, но все методы и результаты сохраняются (либо естественным образом обобщаются) на случай любых полей, например, комплексных чисел.
Решение систем линейных алгебраических уравнений — одна из классических задач линейной алгебры, во многом определившая её объекты и методы. Кроме того, линейные алгебраические уравнения и методы их решения играют важную роль во многих прикладных направлениях, в том числе в линейном программировании, эконометрике.
Могут обобщаться на случай бесконечного множества неизвестных.

## Соглашения и определения
Общий вид системы линейных алгебраических уравнений:
{\displaystyle {\begin{cases}a_{11}x_{1}+a_{12}x_{2}+\dots +a_{1n}x_{n}=b_{1}\\a_{21}x_{1}+a_{22}x_{2}+\dots +a_{2n}x_{n}=b_{2}\\\dots \\a_{m1}x_{1}+a_{m2}x_{2}+\dots +a_{mn}x_{n}=b_{m}\\\end{cases}}}
Здесь {\displaystyle m} — количество уравнений, а {\displaystyle n} — количество переменных, {\displaystyle x_{1},x_{2},\dots ,x_{n}} — неизвестные, которые надо определить, коэффициенты {\displaystyle a_{11},a_{12},\dots ,a_{mn}} и свободные члены {\displaystyle b_{1},b_{2},\dots ,b_{m}} предполагаются известными. Индексы коэффициентов в системах линейных уравнений ({\displaystyle a_{ij}}) формируются по следующему соглашению: первый индекс ({\displaystyle i}) обозначает номер уравнения, второй ({\displaystyle j}) — номер переменной, при которой стоит этот коэффициент.
Система называется однородной, если все её свободные члены равны нулю ({\displaystyle b_{1}=b_{2}=\dots =b_{m}=0}), иначе — неоднородной.
Квадратная система линейных уравнений — система, у которой количество уравнений совпадает с числом неизвестных ({\displaystyle m=n}). Система, у которой число неизвестных больше числа уравнений, является недоопределённой, такие системы линейных алгебраических уравнений также называются прямоугольными. Если уравнений больше, чем неизвестных, то система является переопределённой.
Решение системы линейных алгебраических уравнений — совокупность {\displaystyle n} чисел {\displaystyle c_{1},c_{2},\dots ,c_{n}}, таких что их соответствующая подстановка вместо {\displaystyle x_{1},x_{2},\dots ,x_{n}} в систему обращает все её уравнения в тождества.
Система называется совместной, если она имеет хотя бы одно решение, и несовместной, если у неё нет ни одного решения. Решения считаются различными, если хотя бы одно из значений переменных не совпадает. Совместная система с единственным решением называется определённой, при наличии более одного решения — недоопределённой.

## Матричная форма
Система линейных алгебраических уравнений может быть представлена в матричной форме как:
{\displaystyle {\begin{pmatrix}a_{11}&a_{12}&\cdots &a_{1n}\\a_{21}&a_{22}&\cdots &a_{2n}\\\vdots &\vdots &\ddots &\vdots \\a_{m1}&a_{m2}&\cdots &a_{mn}\end{pmatrix}}{\begin{pmatrix}x_{1}\\x_{2}\\\vdots \\x_{n}\end{pmatrix}}={\begin{pmatrix}b_{1}\\b_{2}\\\vdots \\b_{m}\end{pmatrix}}}
или:
{\displaystyle Ax=b}.
Здесь {\displaystyle A} — это матрица системы, {\displaystyle x} — столбец неизвестных, а {\displaystyle b} — столбец свободных членов. Если к матрице {\displaystyle A} приписать справа столбец свободных членов, то получившаяся матрица называется расширенной.
Теорема Кронекера — Капелли устанавливает необходимое и достаточное условие совместности системы линейных алгебраических уравнений посредством свойств матричных представлений: система совместна тогда и только тогда, когда ранг её матрицы совпадает с рангом расширенной матрицы.

## Эквивалентные системы линейных уравнений
Системы линейных уравнений называются эквивалентными, если множество их решений совпадает, то есть любое решение одной системы одновременно является решением другой, и наоборот. Также считается, что системы, не имеющие решений, эквивалентны.
Систему, эквивалентную данной, можно получить, в частности, заменив одно из уравнений на это уравнение, умноженное на любое отличное от нуля число. Эквивалентную систему можно получить также, заменив одно из уравнений суммой этого уравнения с другим уравнением системы. В общем, замена уравнения системы на линейную комбинацию уравнений даёт систему, эквивалентную исходной.
Система линейных алгебраических уравнений {\displaystyle A\mathbf {x} \ =\mathbf {b} } эквивалентна системе {\displaystyle CA\mathbf {x} \ =C\mathbf {b} }, где {\displaystyle C} — невырожденная матрица. В частности, если сама матрица {\displaystyle A} — невырожденная и для неё существует обратная матрица {\displaystyle A^{-1}}, то решение системы уравнений можно формально записать в виде {\displaystyle \mathbf {x} =A^{-1}\mathbf {b} }.

## Методы решения
Прямые методы дают алгоритм, по которому можно найти точное решение систем линейных алгебраических уравнений. Итерационные методы основаны на использовании повторяющегося процесса и позволяют получить решение в результате последовательных приближений.
Некоторые прямые методы:
- Метод Гаусса.
- Метод Гаусса — Жордана.
- Метод Крамера.
- Матричный метод.
- Метод прогонки (для трёхдиагональных матриц).
- Разложение Холецкого или метод квадратных корней (для положительно-определённых симметричных и эрмитовых матриц).

Итерационные методы устанавливают процедуру уточнения определённого начального приближения к решению. При выполнении условий сходимости они позволяют достичь любой точности просто повторением итераций. Преимущество этих методов в том, что часто они позволяют достичь решения с заранее заданной точностью быстрее, а также позволяют решать большие системы уравнений. Суть этих методов состоит в том, чтобы найти неподвижную точку матричного уравнения
{\displaystyle \mathbf {x} =A^{\prime }\mathbf {x} +\mathbf {b} ^{\prime }},
эквивалентного начальной системе линейных алгебраических уравнений. При итерации {\displaystyle \mathbf {x} } в правой части уравнения заменяется, например, в методе Якоби (метод простой итерации) приближение, найденное на предыдущем шаге:
{\displaystyle \mathbf {x} _{n+1}=A^{\prime }\mathbf {x} _{n}+\mathbf {b} ^{\prime }}.
Итерационные методы делятся на несколько типов, в зависимости от применяемого подхода:
- Основанные на расщеплении: {\displaystyle (M-N)\mathbf {x} =\mathbf {b} \Leftrightarrow M\mathbf {x} =N\mathbf {x} +\mathbf {b} \Rightarrow M\mathbf {x} ^{n+1}=N\mathbf {x} ^{n}+\mathbf {b} }.
- Вариационного типа: {\displaystyle A\mathbf {x} =\mathbf {b} \Rightarrow \|A\mathbf {x} -\mathbf {b} \|\rightarrow \min }.
- Проекционного типа: {\displaystyle A\mathbf {x} =\mathbf {b} \Rightarrow (A\mathbf {x} ,\mathbf {m} )=(\mathbf {b} ,\mathbf {m} )\forall \mathbf {m} }.

Среди итерационных методов:
- Метод Якоби (метод простой итерации).
- Метод Гаусса — Зейделя.
- Метод релаксации.
- Многосеточный метод.
- Метод Монтанте.
- Метод Абрамова (пригоден для решения небольших СЛАУ).
- Метод обобщённых минимальных невязок[англ.].
- Метод бисопряжённых градиентов.
- Стабилизированный метод бисопряжённых градиентов.
- Квадратичный метод бисопряжённых градиентов.
- Метод квази-минимальных невязок (QMR).
- Метод вращений[2].